# Joseph Anton Keil

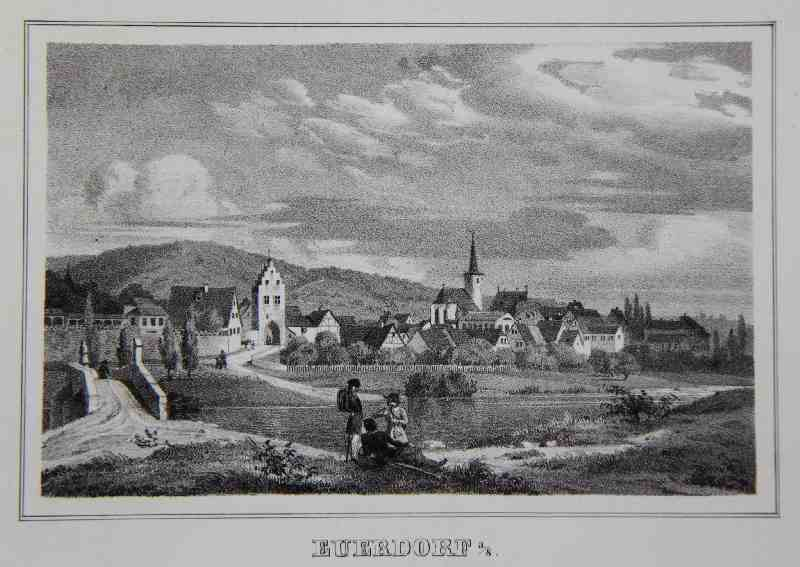
Marktflecken Euerdorf in der Zeit um 1845, Lithographie von Franz Leinecker

Joseph Keil, geboren als Joseph Keul, ab 1797 Joseph Anton Keul (* 10. September 1780 in Euerdorf, Hochstift Würzburg; † 15. Juni 1819 in Würzburg, Königreich Bayern) war ein fränkischer Benediktiner, Diakon, Jurist und Dichter.

## Leben
Joseph Keil wurde in der Regierungszeit des Fürstbischofs von Würzburg und Bamberg Franz Ludwig von Erthal im zu dieser Zeit noch dem Hochstift Würzburg zugehörigen Marktflecken Euerdorf als Sohn des Euerdorfer Bauern Johann Domenikus Keul und dessen aus Pfersdorf stammender Ehefrau Katharina geb. Markard (Markert) am 10. September 1780 getauft.
Der 1768 ebenfalls in Euerdorf geborene Jurist und kaiserliche Staatsprokurator in französischen Diensten, Professor für Gesetzgebung in Köln und Kriminalist Anton Keil, der durch seine Erfolge im Kampf gegen die links und rechts des Rheins aktiven Räuberbanden Kriminal- und Rechtsgeschichte geschrieben hat, war sein älterer Bruder.
Joseph Keil kam nach dem Besuch des Gymnasiums am 3. November 1797 als Novize in das Benediktiner-Kloster St. Stephan in Würzburg und erhielt vom Abt Gerardus Winterstein den Ordensnamen Anton.
Im Frieden von Luneville vom 9. Februar 1801 war die Aufhebung der geistlichen Fürstentümer beschlossen worden. Nach der Besetzung des Hochstifts Würzburg durch bayerische Truppen unter General Georg August Graf Ysenburg dankte der amtierende Fürstbischof Georg Karl von Fechenbach am 27. November 1802 als weltlicher Herrscher ab und war fortan nur noch Bischof der Diözese Würzburg, was das faktische Ende des Fürstbistums Würzburg bedeutete.
Nachdem Joseph Anton Keil am 4. Juni 1803 noch die Diakonenweihe empfangen hatte, wurde er danach nicht mehr zum Priester geweiht. Am 1. Januar 1804 wurde das Kloster St. Stephan der neuen protestantischen Gemeinde übergeben und Joseph Anton Keil war mit 23 Jahren Ex-Mönch mit einer Jahrespension von 400 Gulden.
Joseph Anton Keil schrieb sich am 14. August 1804 an der Universität Würzburg ein, studierte Kameralwissenschaften bzw. Jura und übte später unter anderem in Darstadt kleinere juristische Tätigkeiten aus. Weiterhin wandte er sich dem Journalismus zu und war in dieser Zeit Herausgeber der Würzburgischen politischen Zeitung.
Als Dichter verfasste er 1817 mit Ecclesia Redintegrata Bavariae („Die wiederhergestellte Kirche Bayerns“) ein erstes umfangreiches Gedicht auf den Vertrag zwischen dem bayerischen Staat und der katholischen Kirche und in seinem Todesjahr 1819 noch ein weiteres Gedicht auf die Bayerische Verfassung De Constitutione Bavariae Carmen, das er an angesehene Persönlichkeiten dieser Zeit verschickte. Er feiert mit diesem Jubelgedicht in lateinischen Distichen König Maximilian I. Joseph, der dem Volk die Segnungen dieser Verfassung zuteilwerden ließ, die bis zum Ende der Monarchie in Bayern Bestand haben sollte.
Anlässlich der Goldenen Hochzeit der Eltern besuchte ihn sein Bruder Anton ab 12. Januar 1818 in Würzburg, um am 19. Januar 1818 die 71-jährige Mutter Katharina in Euerdorf zum Hochaltar zu führen.
Im Frühjahr 1819 erfasste Joseph Anton Keil eine schwere Krankheit, an der er nach acht Wochen Leiden im Alter von 38 Jahren am 15. Juni 1819 in seiner Pleicher Wohnung starb. Er wurde am 16. Juni 1819 durch den Pfarrer und Präses der Bürgersodalität Georg Kaiser im allgemeinen Kirchhof, dem damals gerade errichteten Würzburger Hauptfriedhof, beigesetzt.

## Schriften (Auswahl)
- Ecclesia Redintegrata Bavariae. Summis Piisque Restauratoribus epicum poëma Sacrum. Würzburg 1817 (books.google.de)
- De Constitutione Bavariae Carmen. Würzburg 1819 (MDZ)